# Аль-Балазури
Аль-Бала́зури (араб. البلاذري‎, ум. ок. 892) — арабо-мусульманский историк, автор исторического сочинения «Китаб футух ал-булдан» («Книга завоевания стран») и историко-генеалогического труда «Ансаб аль-ашраф» («Родословия знатных»).

## Биография
Его полное имя: Абу-ль-Хасан Ахмад ибн Яхья ибн Джабир ибн Дауд аль-Балазури (араб. أبو الحسن أحمد بن يحيى بن جابر بن داود البلاذري‎). По происхождению — перс. Нисба аль-Балазури, по-видимому, связана с тем, что его дед Джабир ибн Дауд, который был секретарём в государственной администрации в Египте, умер после применения средства для стимуляции мозга и памяти, изготавливаемого из растения Semecarpus anacardium (араб. балазур).
Точная дата рождения аль-Балазури неизвестна, вероятно он родился где-то в первые три десятилетия IX века в Багдаде и прожил там бо́льшую часть своей жизни. Помимо Ирака он также обучался в Сирии, где побывал в Дамаске, Антиохии и Хомсе. Он посещал лекции и читал труды таких историков, как Ибн Сад аль-Багдади, аль-Мадаини и Мусаб аз-Зубайри, а также обучался у знатока Корана и арабской грамматики Абу Убайда аль-Касима ибн Саллама.
Аль-Балазури был вхож во дворец абассидских халифов. Был компаньоном халифа аль-Мутаваккиля (правил в 847—861 годах), находился в почёте у халифа аль-Мустаина (правил в 862—866 годах) и аль-Мутазза (правил в 866—869 годах). Сведения о том, что аль-Балазури был учителем Ибн аль-Мутазза, по-видимому, являются ложными. Во времена аль-Мутамида он стал менее желанным гостем при дворе и, вероятно умер в конце его правления или в начале царствования аль-Мутадида в 279 году хиджры (892 год).

## Сочинения
«Китаб футух ал-булдан» («Книга завоевания стран») содержит точное описание арабских завоеваний, начиная с походов Мухаммеда и до начала VIII века, а также важные сведения по экономике, общественным отношениям и культуре народов Халифата. Аль-Балазури не только собирал, но и обрабатывал обширные, в том числе документальные, исторические материалы. Книга является частью более масштабного произведения, недоконченного и не дошедшего до нас.
Книга «Ансаб аль-ашраф» («Родословия знатных») сохранилась частично, содержит ценные сведения по истории халифата Омейядов, в частности о движении хариджитов.
Аль-Балазури также занимался переводами с персидского языка на арабский, сочинял стихи.

## Публикация трудов аль-Балазури
Арабский текст «Завоевания стран» издан в Лейдене Михаэлом Ян де Гуе, арабский текст «Родословия знатных» издан частично профессором Шломо Довом Гойтейном.

## Публикации на русском и английском языках
Первый перевод «Завоевание стран» на русский язык осуществлен Н. А. Медниковым. Перевод на английский язык был сделан Филиппом Хитти и опубликован в 1916 году..
- Ахмад ал-Балазури. Книга завоевания стран // Материалы по истории туркмен и Туркмении. — М. : Институт Востоковедения, 1939. — Т. 1. — С. 62—78.
- Ахмад ал-Балазури. Книга завоевания стран // Древние и средневековые источники по этнографии и истории Африки южнее Сахары. — М.—Л. : АН СССР, 1960. — Т. 1. Арабские источники VII-X вв. — С. 22—29.
- Ахмад ал-Балазури. Книга завоевания стран // Хрестоматия по истории Халифата. — М. : МГУ, 1968.
- Ахмад ибн Йaxйа ибн Джабир ал-Балазури. Завоевание Хорасана // Футух ал-булдан. — Душанбе : Дониш, 1987.